# طالب‌خان شهیدی
طالب‌خان شهیدی (به تاجیکی: Толиб-хон Шахиди) (زادهٔ ۱۳ مارس ۱۹۴۶) موسیقی‌دان و آهنگساز اهل تاجیکستان است.

## زندگی‌نامه
طالب‌خان شهیدی، ۱۳ مارس ۱۹۴۶ در شهر دوشنبه متولد شد. پدرش، زیادالله شهیدی، بنیانگذار «آکادمی موسیقی حرفه‌ای تاجیکستان» بود. طالب‌خان از ۱۴ سالگی فراگیری موسیقی را آغاز کرد. او در سال ۱۹۶۵ از مدرسه موسیقی شهر دوشنبه، در رشتهٔ آهنگسازی، تحت نظر یوری تر اوسیپوف، فارغ‌التحصیل شد. پس از آن به کنسرواتوار موسیقی چایکوفسکی روسیه راه یافت. در آن زمان آثاری را آهنگسازی کرد که توسط رهبرانِ ارکستری نظیر: میخائیل تریون و ماکسیم شوستاکوویچ، به اجرا گذاشته شد. او در سال ۱۹۷۲، تحصیلات خود را در کنسرواتوار چایکوفسکی، تحت نظر آرام خاچاتوریان به‌پایان برد. او بهمن ۱۳۸۳، در مراسم اختتامیهٔ بیستمین جشنوارهٔ موسیقی فجر مورد تقدیر قرار گرفت.

## فعالیت‌ها
آثار طالب‌خان شهیدی از سال ۱۹۷۲ به بعد، بخشی از آثار اجرایی جشنواره‌های مختلف را به خود اختصاص داده‌است. فعالیت‌های موسیقی طالب‌خان شهیدی در زمینه‌های مختلف نظیرِ تئاتر و سینما، اغلب موجب می‌شود تا موسیقی او نقش محوری در این آثار ایفا کند. او در برخی از آثارش از نمایشنامه‌نویسانی نظیر: سوفوکل و شکسپیر الهام گرفته‌است. وی با ژانرهای مختلف موسیقی نظیر: اپرا، باله، سمفونی و قطعات برای سازهای مختلف، آشنایی دارد.
آثار او توسط ارکسترهای مختلف اجرا شده‌است و نوازندگانی نظیر: یویوما (ویولنسل)، سرگئی کراوچنکو (ویلن)، پیر استفانه (ساکسوفون) قطعات وی را نواخته‌اند. طالب‌خان شهیدی همچنین با بسیاری از رهبران ارکستر نظیر: ماکسیم شوستاکوویچ، دیمیتری کیتائنکو، چارلز آنسباخر، مارک ارملر، سرگئی اسکریپکا، مایکل تریان، ژانسوگ کاخیدزه، ولادیمیر کوژوخار، والری گرگیف، زاخید خاکنازاروف، الدار عظیموف و بیژن خادم میثاق همکاری داشته‌است. آگاهی طالب‌خان از موسیقی زادگاهش و مشرق زمین، سهم بسزایی در ارائه آثارش ایفا کرده‌است.
وی از سال ۱۳۸۲ با ارکستر سمفونیک تهران و ارکستر ملی ایران در زمینهٔ آهنگسازی و رهبری ارکستر به همکاری پرداخت. او همچنین به عنوان استاد راهنما با دانشکدهٔ موسیقی دانشگاه هنر تهران همکاری داشته‌است.

## زندگی شخصی
طالب‌خان شهیدی با گل‌صفت شهیدی (نویسنده و روزنامه‌نگار) ازدواج کرده‌است که حاصل این ازدواج سه فرزند به نام‌های: تبریز شهیدی (تهیه‌کننده)، حافظ شهیدی (کارآفرین) و فردوس شهیدی (کارآفرین) است.

## آثار هنری
از جمله آثار طالب‌خان شهیدی به موارد زیر می‌توان اشاره کرد:
- پوئم سمفونیک جشنواره – ۱۹۷۵
- سوئیت باله مرگ رباخوار – ۱۹۷۸
- سمفونی شماره ۲، تاجیک‌ها – ۱۹۷۸
- باله رباعیات خیام (فیلم) – ۱۹۸۰
- سمفونی برای ارکستر مجلسی، چرخ – ۱۹۸۱
- سونات شماره ۱ برای پیانو – ۱۹۸۱
- رسیتاتیف مولانا (سوئیت برای فلوت و پیانو) – ۱۹۸۱
- پوئم سمفونیک، سادو – ۱۹۸۴
- اپرای خلیفه - لک لک (برای کودکان)– ۱۹۸۸
- اپرای بینیِ کارلیک (برای کودکان) – ۱۹۸۹
- بالهٔ یوسف زیبا – ۱۹۸۹
- سونات شماره ۲ برای پیانو – ۱۹۹۱
- سونات شماره ۲ برای پیانو و ارکستر مجلسی – ۱۹۹۱
- بالهٔ سیاوش – ۱۹۹۲
- بالهٔ دیو و دلبر – ۱۹۹۳
- کنسرتو برای ویلن و ارکستر مجلسی – ۱۹۹۳
- کنسرت شماره ۳ برای پیانو و ارکستر – ۱۹۹۴
- کنسرت شماره ۱ برای ارکستر زهی – ۱۹۹۷
- کنسرتو شماره ۲ برای ارکستر زهی، فیرداوسیادا – ۱۹۹۸
- صوفی رقصنده (موسیقی برای ۱۵ ساز) – ۱۹۹۸
- کاپریچیو استانبول (برای ساکسوفون و ارکستر مجلسی) – ۱۹۹۸
- دوبرو وام (ترجیع‌بند برای تنور و ارکستر سمفونیک) با شعرهای هوفیز، گوته، پوشکین – ۱۹۹۹
- اپرای امیر اسماعیل – ۱۹۹۹
- رویاهای رقصان جادهٔ ابریشم، سپتت (برای ۷ ساز) – ۲۰۰۰
- تصاویر زیر ماه (برای شعرِ ر. فین[ص]، سوپرانو و ارکستر مجلسی) – ۲۰۰۰
- الگوریسم ماریمبا +، سکستت (برای ۶ ساز) – ۲۰۰۱
- تضادها در ۵۵ – ۲۰۰۱
- تضادها (موسیقی برای ویلن و پیانو) – ۲۰۰۱
- پادشاه لیر (موسیقی برای تراژدی شکسپیر) – ۲۰۰۲
- سوئیت ایرانی (موسیقی برای ارکستر زهی) – ۲۰۰۲
- صوفی و بودا (تصاویر اتود برای پیانو) – ۲۰۰۲
- کنسرتو گروسو شماره ۳ (برای سنتور، ویلن سولو و ارکستر مجلسی) – ۲۰۰۴
- کنتراست زمان (ترجیع‌بند آوازی برای سوپرانو و ارکستر سمفونیک) متن: پل والری و رکان[ض] – ۲۰۰۵
- گفتگوی پرندگان (سوئیت برای ۳ فلوت) – ۲۰۰۷
- آداجیو (برای ویلنسل سولو، به یاد آرام خاچاتوریان) – ۲۰۰۸
- آلگرو در ۵ (برای ارکستر مجلسی) – ۲۰۰۸
- چهار مینیاتور یکپارچه برای گروه کر آکاپلا (به یاد زیادالله شهیدی[ط]) – ۲۰۰۸
- بازی تخته نرد (برای پیانو) – ۲۰۰۸
- وردی - شهیدی (پارافره برای پیانو از اپرای تراویاتا) – ۲۰۰۹
- کنسرتو برای کلارینت و ارکستر – ۲۰۱۰
- کوارتت برای ۴ ویلنسل (از راگای هند) – ۲۰۱۱
- داریوش (تصاویر برای ارکستر سمفونیک) – ۲۰۱۲
- آداجیو – موجودیت (برای ارکستر زهی) – ۲۰۱۲
- راپسودی گفتگو (تم از آرام خاچاتوریان، برای پیانو و ارکستر) – ۲۰۱۳

### آلبوم‌های موسیقی
- موسیقی سمفونیک (۱۹۹۷)
- کنسرت نویسنده، سالن بزرگ کنسرواتوار ایالتی مسکو (۱۹۹۹)
- گزیده‌هایی از موسیقی سمفونیک و باله (۲۰۰۲)
- موسیقی سمفونیک (۲۰۰۴)
- موسیقی فیلم و موجودیت – موسیقی‌های مختلفی که بین سال‌های ۱۹۶۹ – ۲۰۰۸ (۲۰۰۴) برای فیلم و تئاتر نوشته شده‌است.
- کنسرت شامل آثار طالب‌خان شهیدی، اجرای زنده (۲۰۰۶)
- گرگیف شهیدی[ظ] – والری گرگیف[ع]، ارکستر سمفونیک لندن و ارکستر ماریینسکی[غ] (۲۰۱۲)
- گلچین موسیقی پیانو توسط آهنگسازان روسی و شوروی، جلد ۷ – ملودیجا (۲۰۱۴)

## واژه‌نامه
1. ↑  Ziyodullo Shakhidi
2. ↑  Uri Ter-Osipov
3. ↑  Mikhail Terion
4. ↑  Maxim Shostakovich
5. ↑  Sergey Kravtchenko
6. ↑  Pierre Stephane
7. ↑  Dmitry Kitaenko
8. ↑  Charles Ansbacher
9. ↑  Mark Ermler
10. ↑  Sergey Skripka
11. ↑  Michael Terian
12. ↑  Dzhansug Kakhidze
13. ↑  Vladimir Kozhukhar
14. ↑  Zakhid Khaknazarov
15. ↑  Eldar Azimov
16. ↑  Gulsifat Shakhidi
17. ↑  R. Finn
18. ↑  Rekan
19. ↑  Ziyodullo Shakhidi
20. ↑  Gergiev-Shakhidi
21. ↑  Valery Gergiev
22. ↑  Mariinsky Orchestra